# Flomaton
Flomaton is een plaats (town) in de Amerikaanse staat Alabama, en valt bestuurlijk gezien onder Escambia County.

## Geschiedenis
Flomaton ontstond in 1869 uit een spoorwegknooppunt. In 1908 kreeg het de status van town. De naam van de plaats is een porte-manteauwoord, afgeleid van Florida, Alabama en town. Flomaton ligt aan de grens tussen Alabama en Florida.

## Demografie
Bij de volkstelling in 2000 werd het aantal inwoners vastgesteld op 1588.
In 2006 is het aantal inwoners door het United States Census Bureau geschat op 1547, een daling van 41 (-2,6%).

## Geografie
Volgens het United States Census Bureau beslaat de plaats een oppervlakte van
13,8 km², waarvan 13,7 km² land en 0,1 km² water. Flomaton ligt op ongeveer 19 m boven zeeniveau.

## Plaatsen in de nabije omgeving
De onderstaande figuur toont de plaatsen in een straal van 24 km rond Flomaton.